# Forteresse de Soudak
La forteresse de Soudak (en ukrainien : Генуезька фортеця, en russe : Генуэзская крепость : « Forteresse gênoise », en grec ancien : Σουγδιαίϰο κάστρο) est une enceinte défensive située en Crimée, près de l'ancienne ville de Soudak, au-dessus de la mer Noire. La superficie totale de la forteresse de Soudak est de 27,9 ha, périmètre protégé par les falaises calcaires du côté maritime, et par les remparts du côté terrestre.

## Histoire
Les premières fortifications remontent à la colonisation grecque (Σουγδιαία) lorsque le royaume du Bosphore commerçait avec les Cimmériens et les Scythes. Elles sont complétées et renforcées par les Romains aux IIIe siècle et IVe siècle. En 1222 les Mongols prennent la ville et abattent les fortifications byzantines. Après la mort de Khan Berdibeg, l'Empire byzantin concède le 19 juillet 1365 le port et la forteresse aux Génois qui élèvent des fortifications en pierre tout autour du centre-ville, achevées en 1371.
La forteresse est alors un point d'appui génois au sein de la principauté de Théodoros également appelée Gazarie, qui partage la Crimée avec les Tatars. En 1475, les Turcs conquièrent la principauté et assiégèrent la forteresse, contraignant le consul génois et ses soldats à fuir par la mer, tandis que les habitants chrétiens sont emmenés en captivité par les vainqueurs. L'empire ottoman ne laisse que 10 à 30 hommes en garnison pour garder la forteresse. Dans la première moitié du XVIIe siècle, les Cosaques zaporogues et du Don marchent sur la Crimée et prennent la forteresse. En 1771, les troupes régulières russes occupent la forteresse lors de la guerre russo-turque puis elles y construisent une caserne en utilisant les pierres des bâtiments médiévaux restants. La garnison russe reste présente dans la forteresse jusqu'en 1816.
Comme de nombreuses forteresses abandonnées, le site a servi de carrière pour les habitants. En 1868 la Commission archéologique impériale russe reprend le site et confie sa gestion à la Société d'histoire et d'antiquités d'Odessa. La forteresse de Soudak est ainsi l'une des premières réserves historiques et architecturales d'État en Ukraine. En 1925, le château devient un musée historique et archéologique et dès l'année suivante passe sous la tutelle du musée historique d'État de Moscou. La situation reste ainsi jusqu'au transfert de la Crimée à la RSS d'Ukraine et en 1958, date à laquelle, la forteresse passe dans la gestion de la réserve nationale Sophie de Kiev. Par la suite, des mesures de restauration sont entreprises.
La forteresse de Soudak a été proposée pour faire partie des Sept merveilles d'Ukraine. Le site a été proposé à la liste indicative du patrimoine mondial en 2007, au Registre national des monuments d'Ukraine et a rejoint une proposition d'inscription transnationale plus large de forteresses génoises sur les mers Noire et Méditerranée en 2010. Depuis l'annexion de la Crimée par la Russie en 2014, cette dernière a inscrit le site sur son propre registre patrimonial culturel. Il accueille annuellement près de 150 000 visiteurs.

## Musée
Datée du XIIIe siècle, l'église byzantine a successivement été orthodoxe, catholique (sous les Génois) puis mosquée (sous les Ottomans) : en 1923 elle a été fermée au culte et transformée en 1926 en musée surnommé « temple à arcades ».

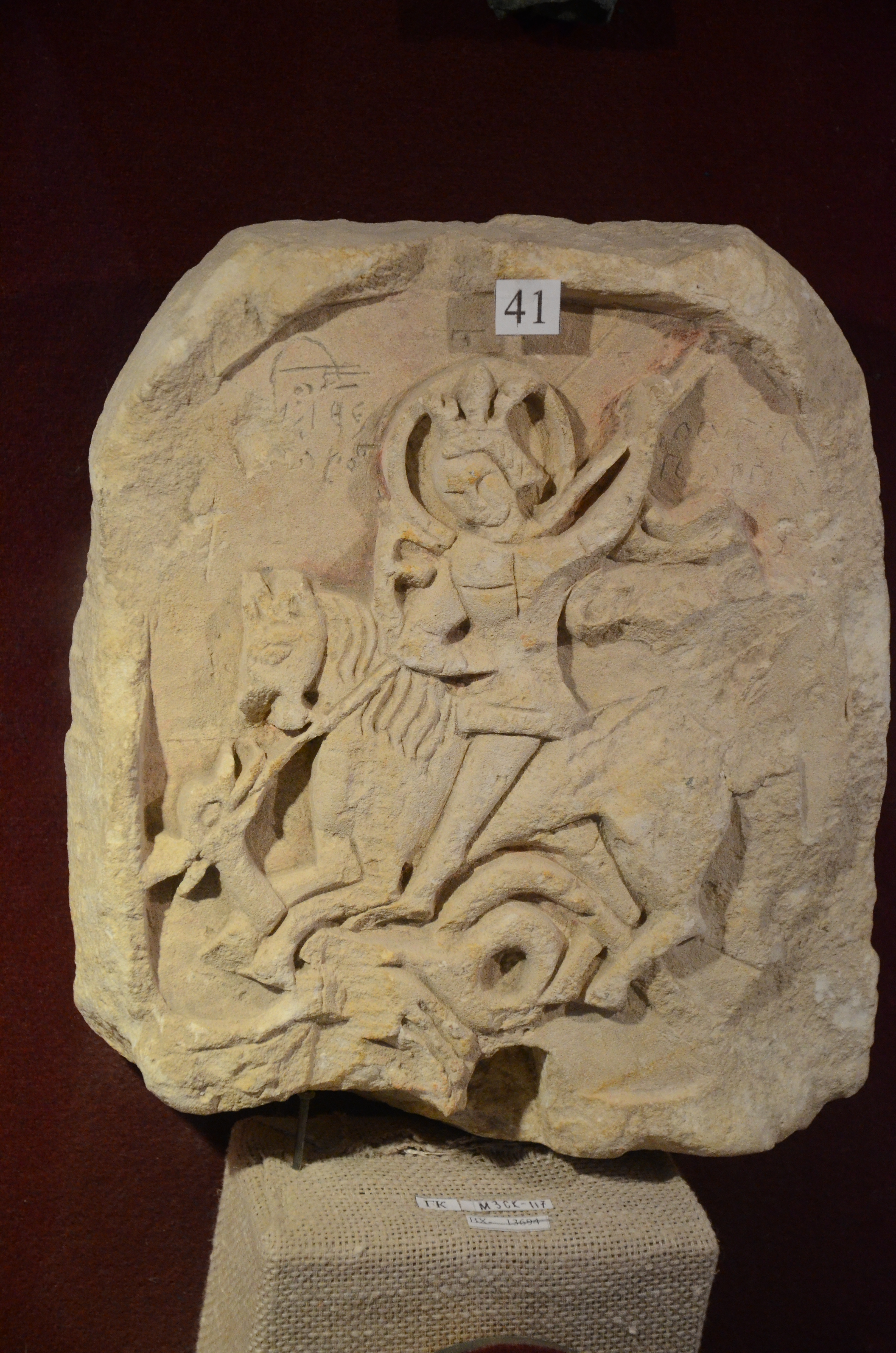
Bas-relief de « St-Michel terrassant le dragon »,
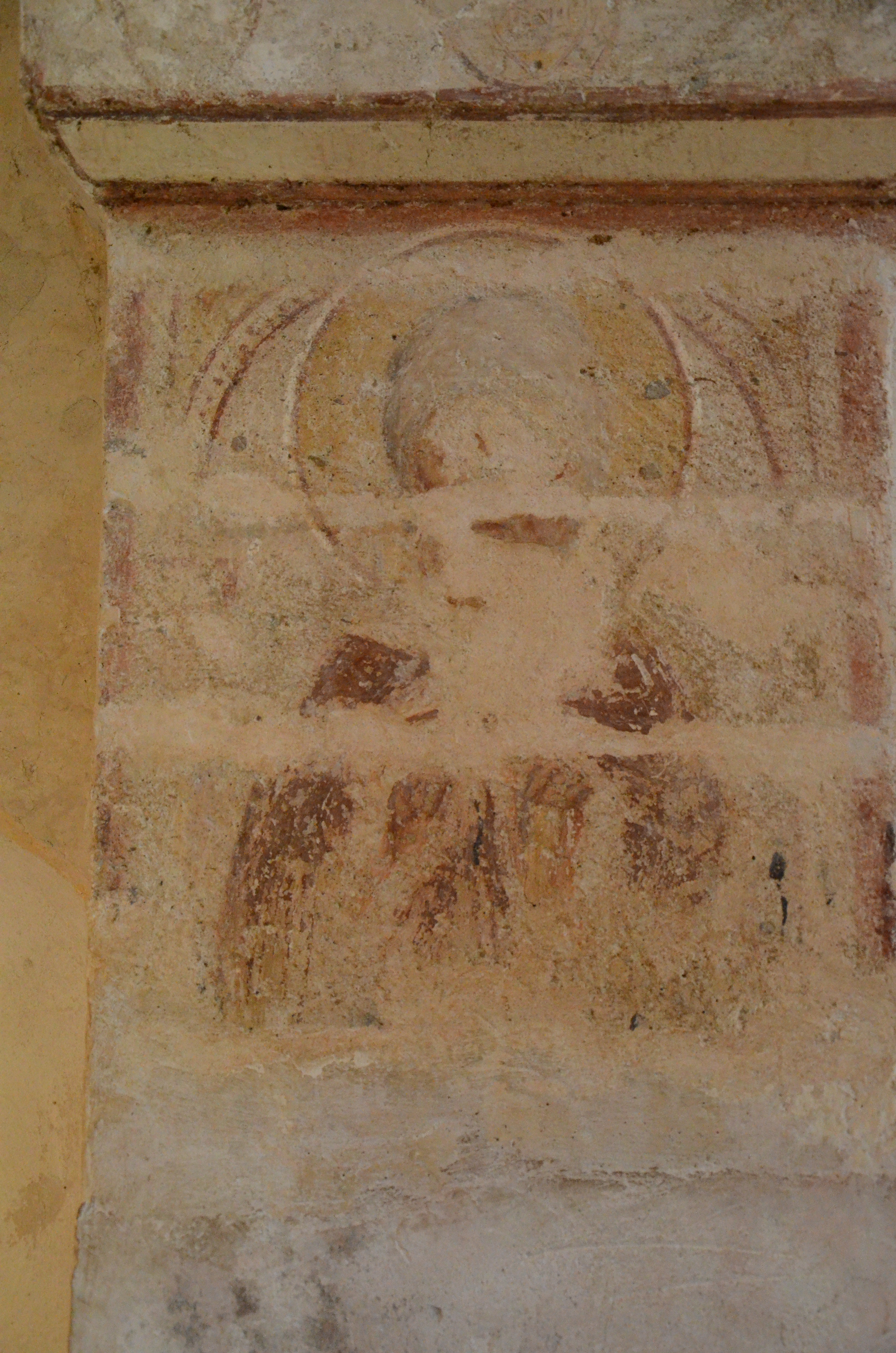
Fresque byzatine,
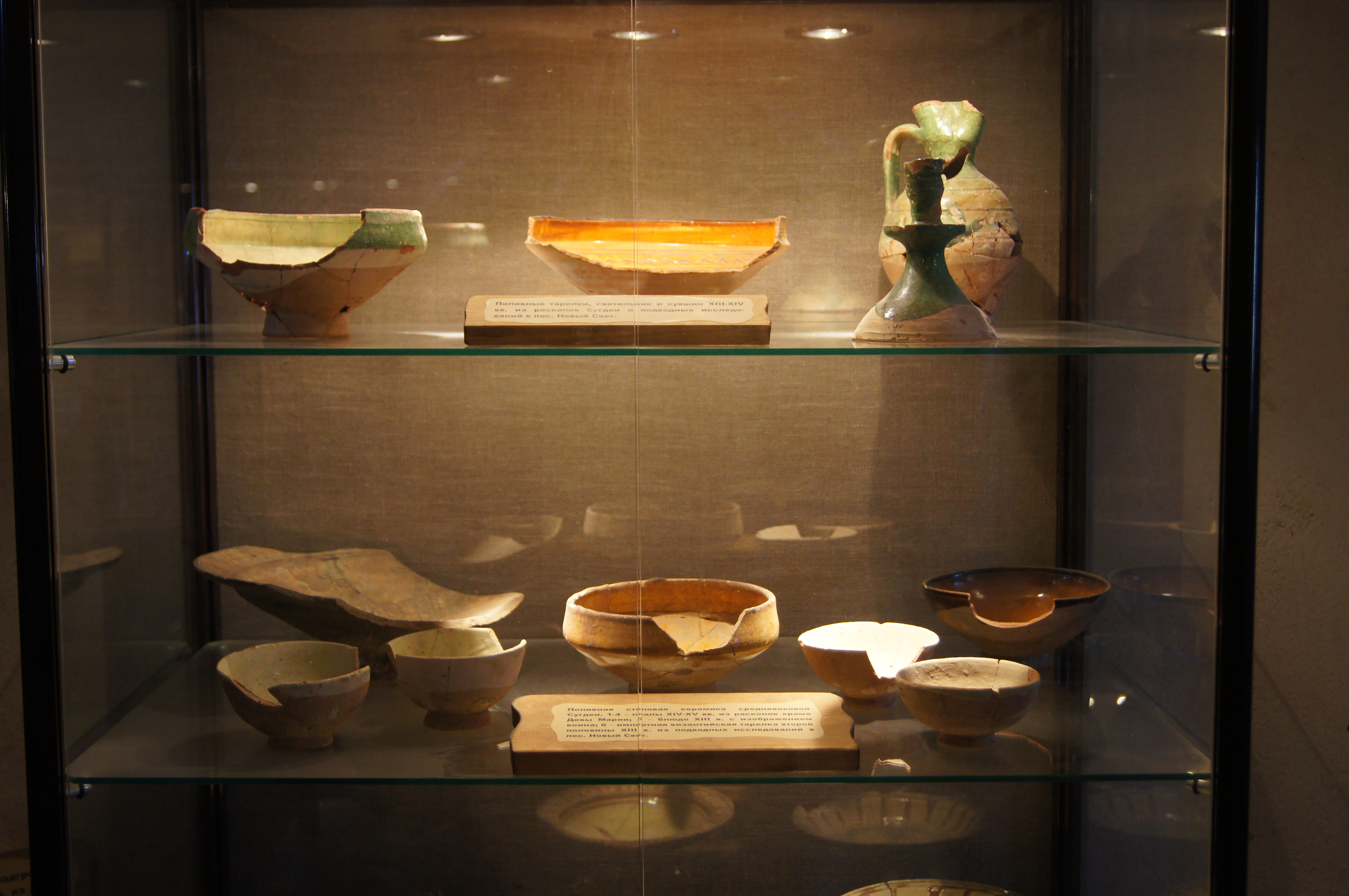
Vaisselle (céramique et verre),
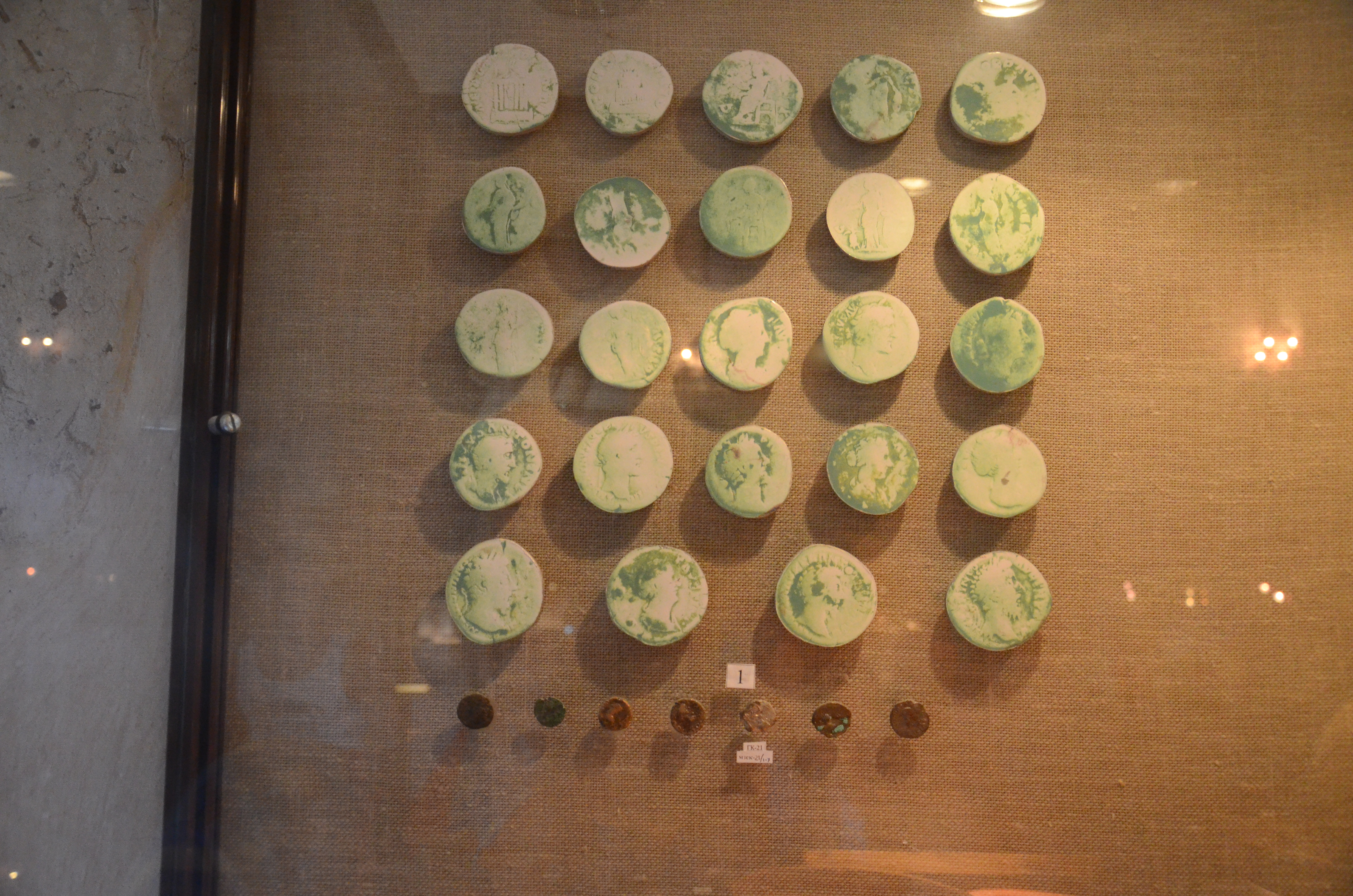
Jetons et monnaies,
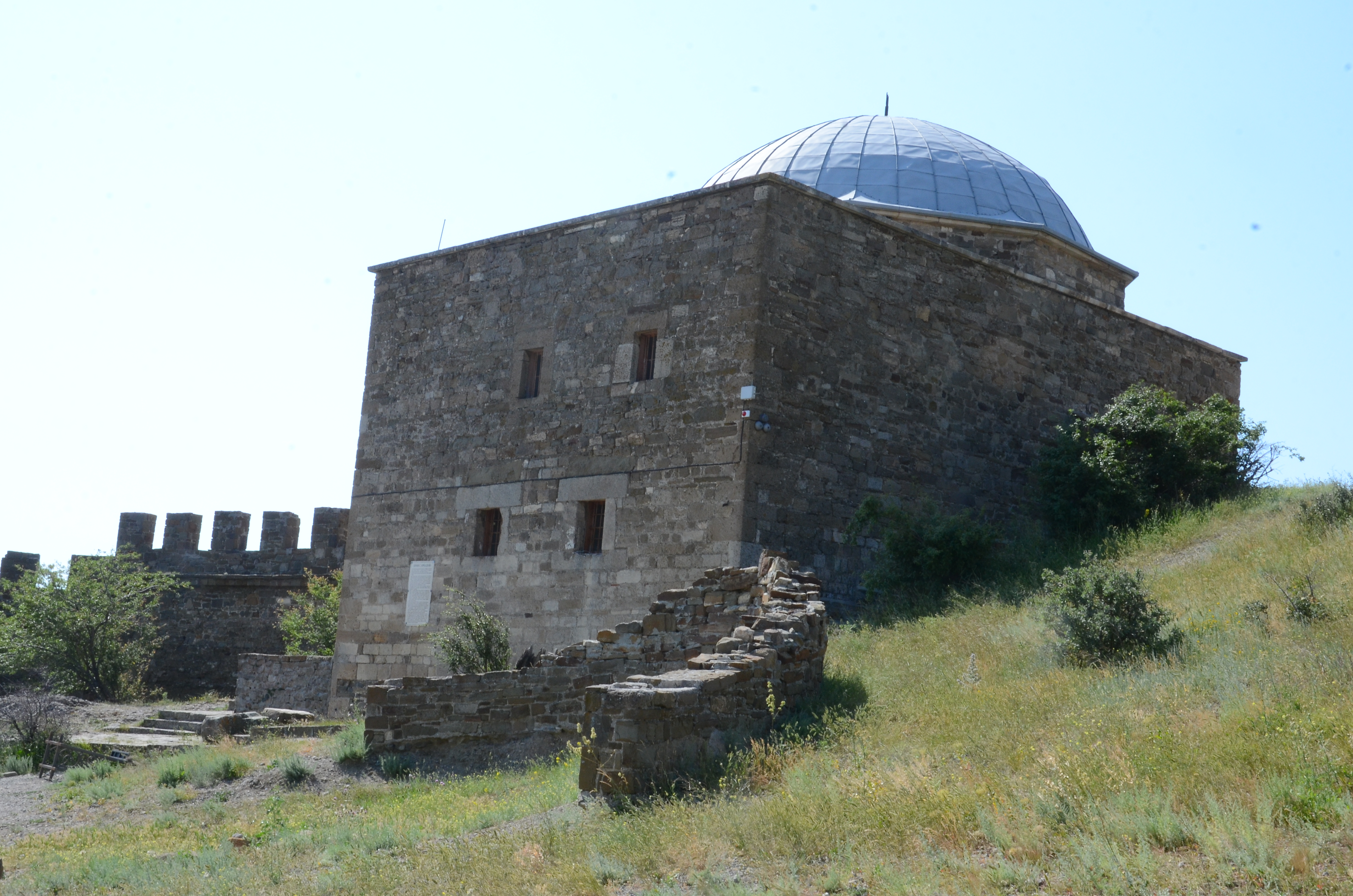
Église-musée classée[8],
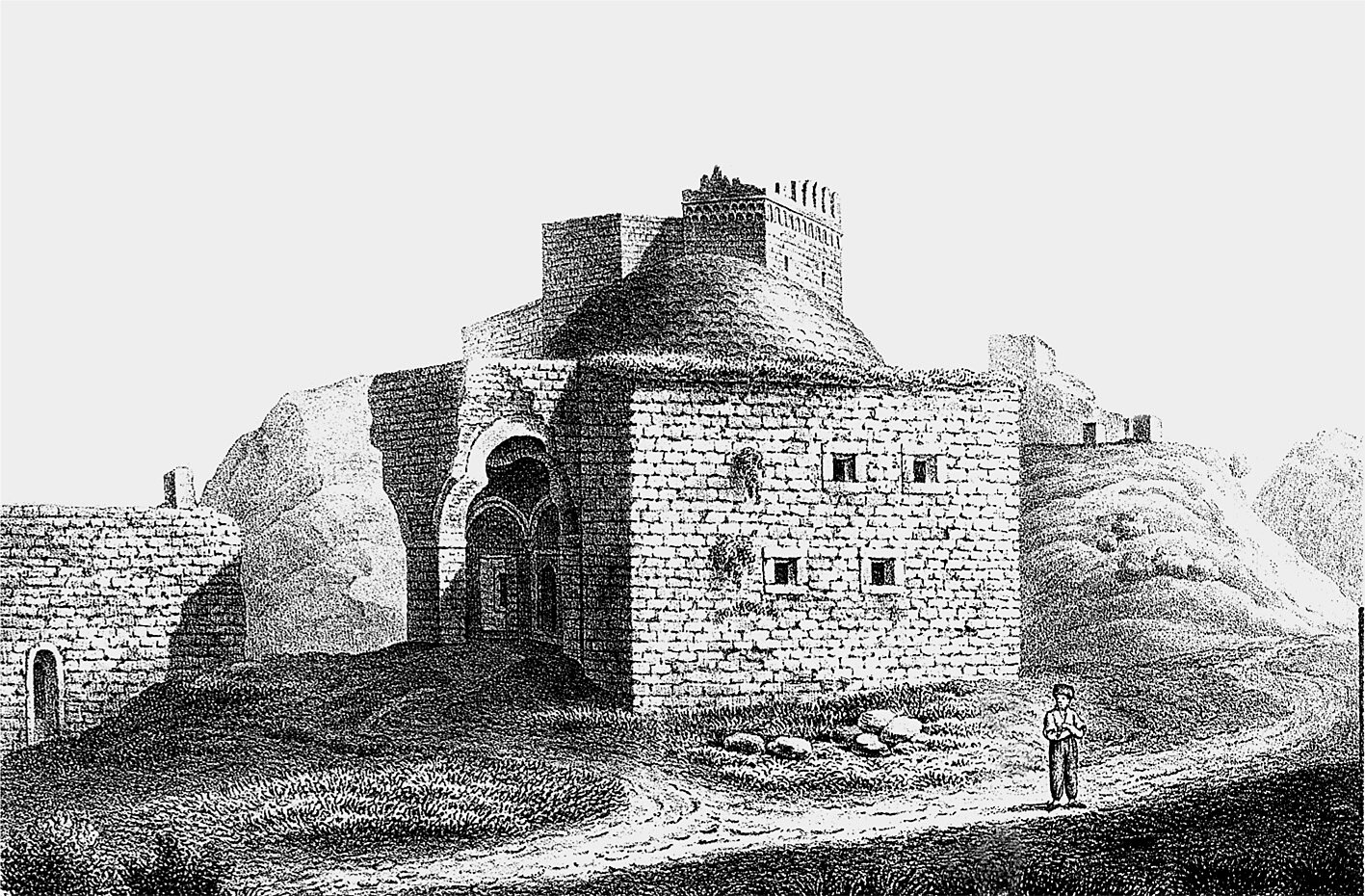
L'église à l'époque où elle était une mosquée ottomane (gravure de 1843),
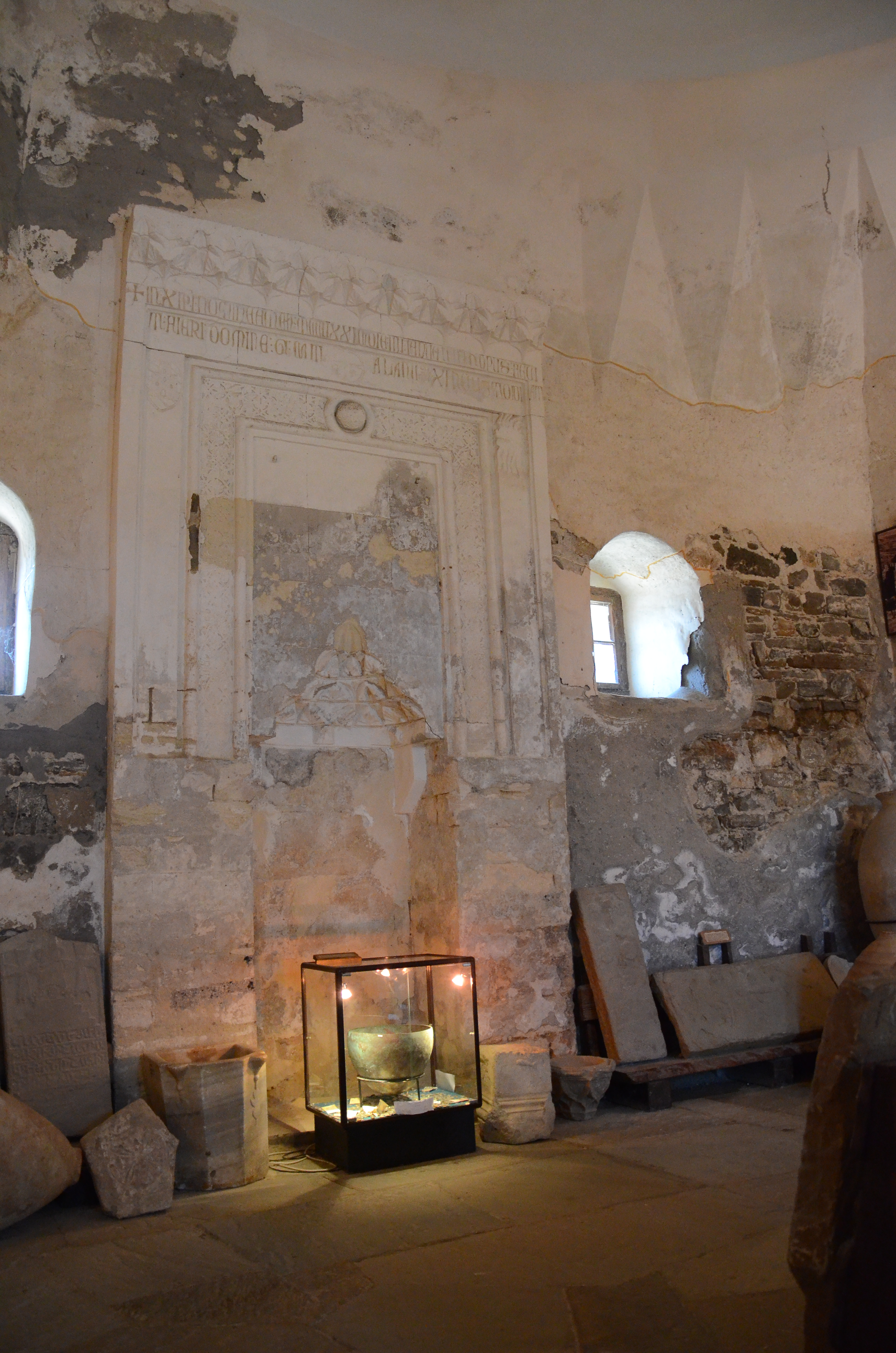
Mihrab de la mosquée (l'inscription au-dessus date de la période génoise).

## En images

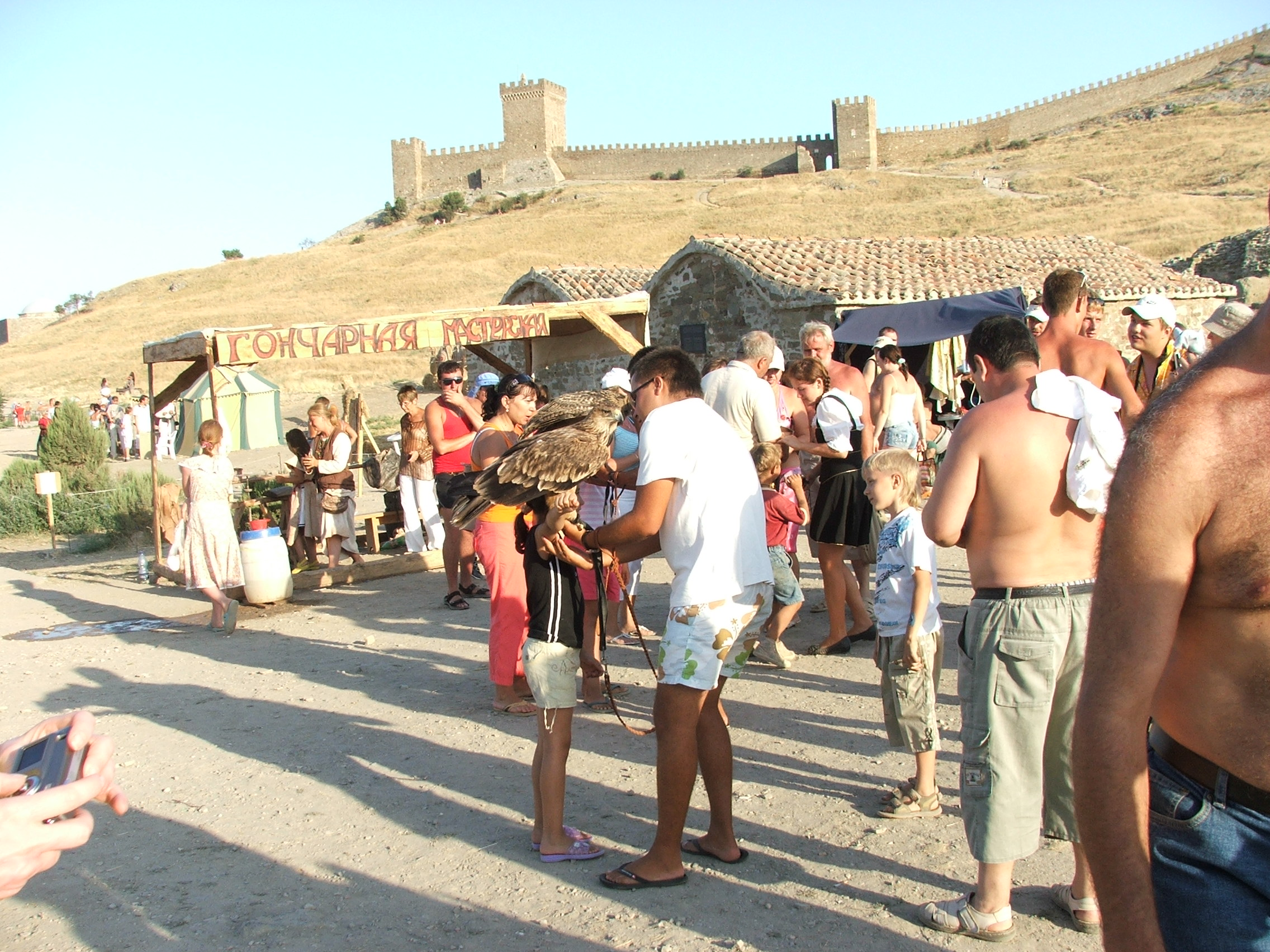
Festival « médiéval génois »,
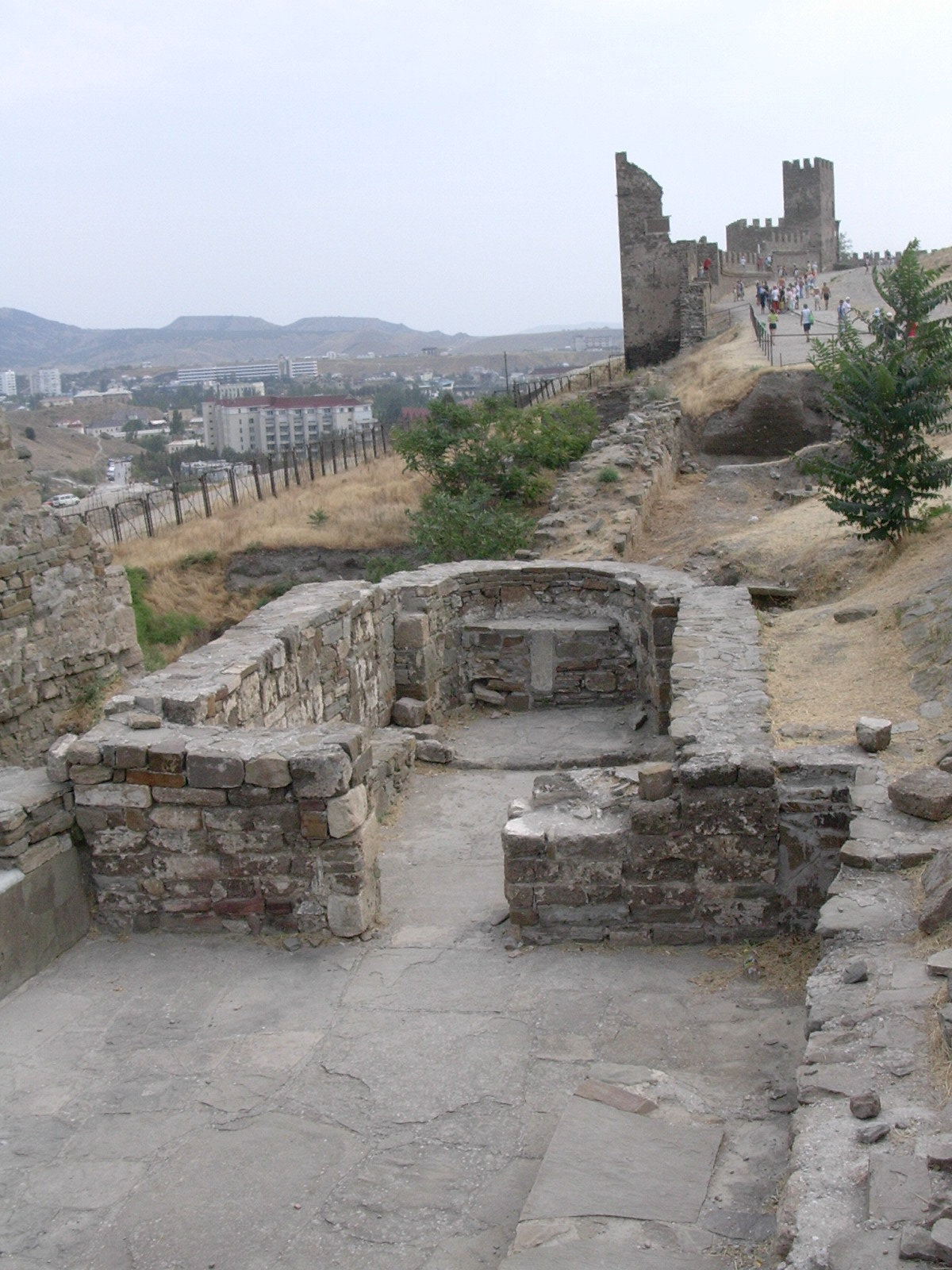
Citerne classée[9],
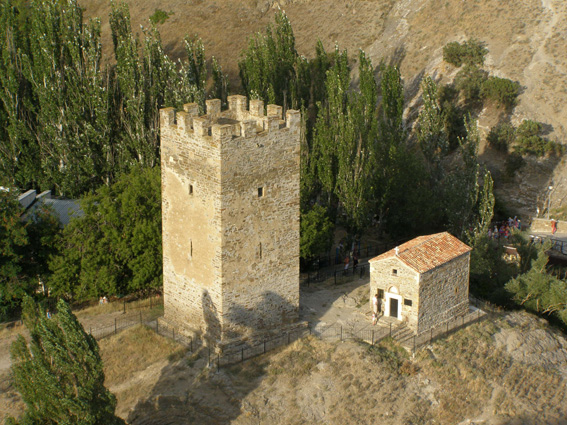
Église des douze apôtres classée[10] et tour carrée,
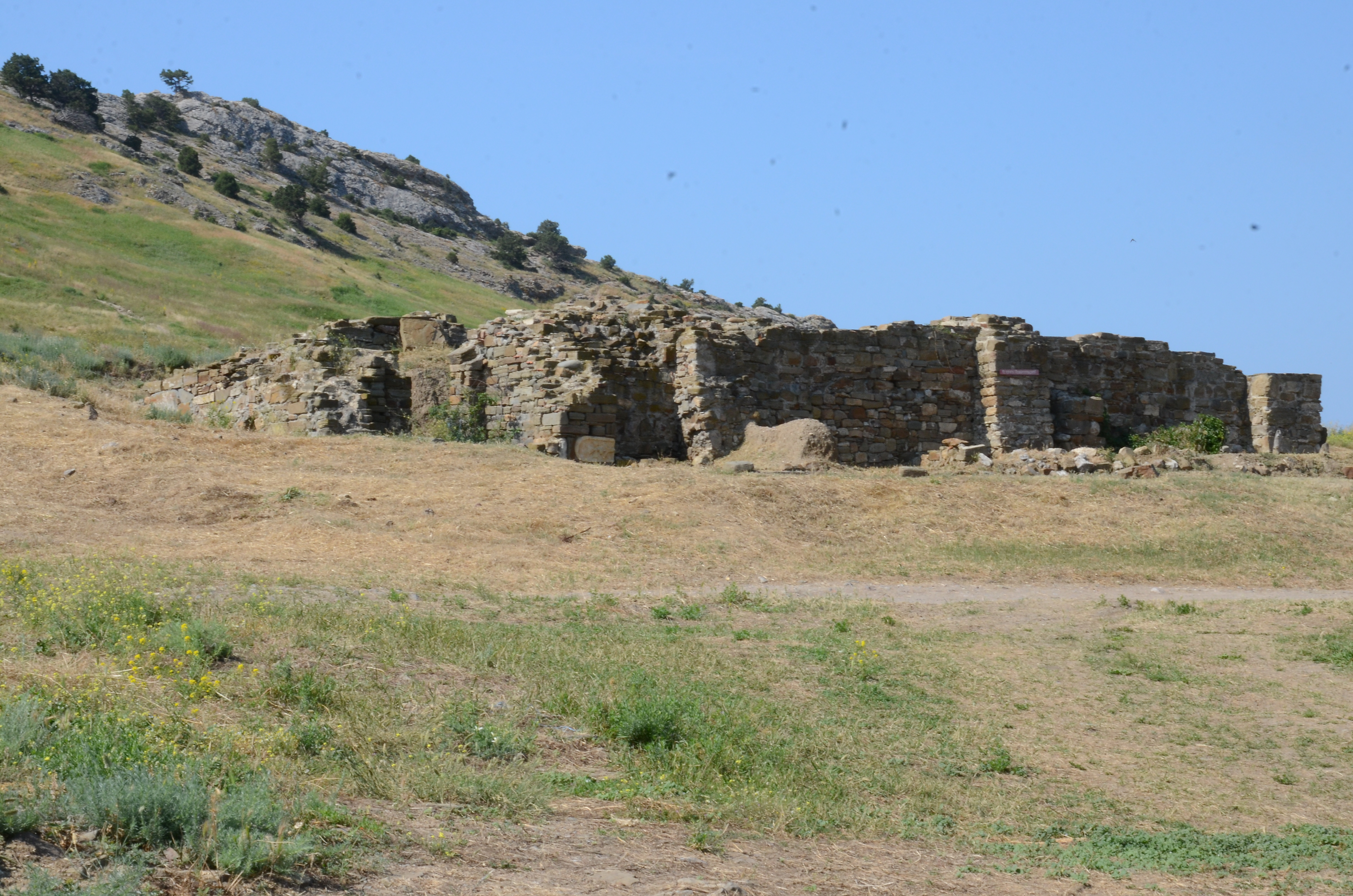
Ruines de l'église Sainte-Marie classée[11],
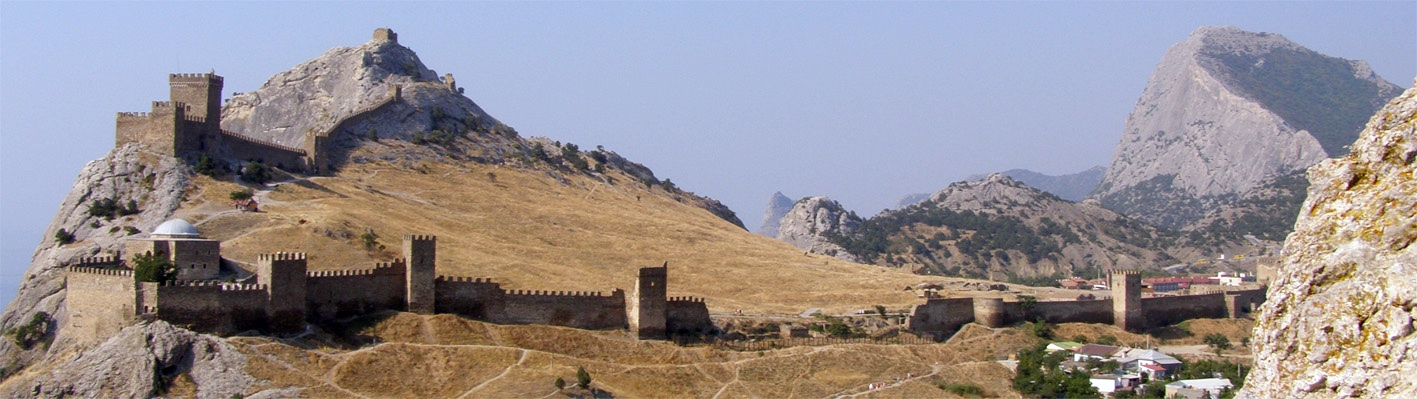
Forteresse de Soudak.